# Isoberlinia scheffleri
Isoberlinia scheffleri är en ärtväxtart som först beskrevs av Hermann August Theodor Harms, och fick sitt nu gällande namn av Percy James `Peter' Greenway. Isoberlinia scheffleri ingår i släktet Isoberlinia och familjen ärtväxter. IUCN kategoriserar arten globalt som sårbar. Inga underarter finns listade i Catalogue of Life.